# Orel (skulptura)
Orel (anglicky Eagle) je 12 m vysoká skulptura Alexandera Caldera stojící v americkém městě Seattle.

## Historie
Sochařské dílo Orel vytvořil americký umělec Alexander Calder v roce 1971 a původně stál u budovy místní banky v texaském městě Fort Worth. Banka však byla v roce 1974 vyplacena a budovu spolu se skulpturou odkoupila společnost Loutex. Ta Calderovo dílo prodala skupině investorů, kteří ji později nabídli Filadelfskému muzeu umění. Muzeum však nabídku kvůli vysoké ceně odmítlo. V roce 2000 dílo koupili sběratelé Jon a Mary Shirleyovi za bezmála 10 milionů dolarů a darovali ji Seattleskému muzeu umění. Nějaký čas stál Orel před Seattleským muzeem asijského umění než byla v roce 2004 přemístěna do Olympic Sculpture Parku.